# 金魚すくい

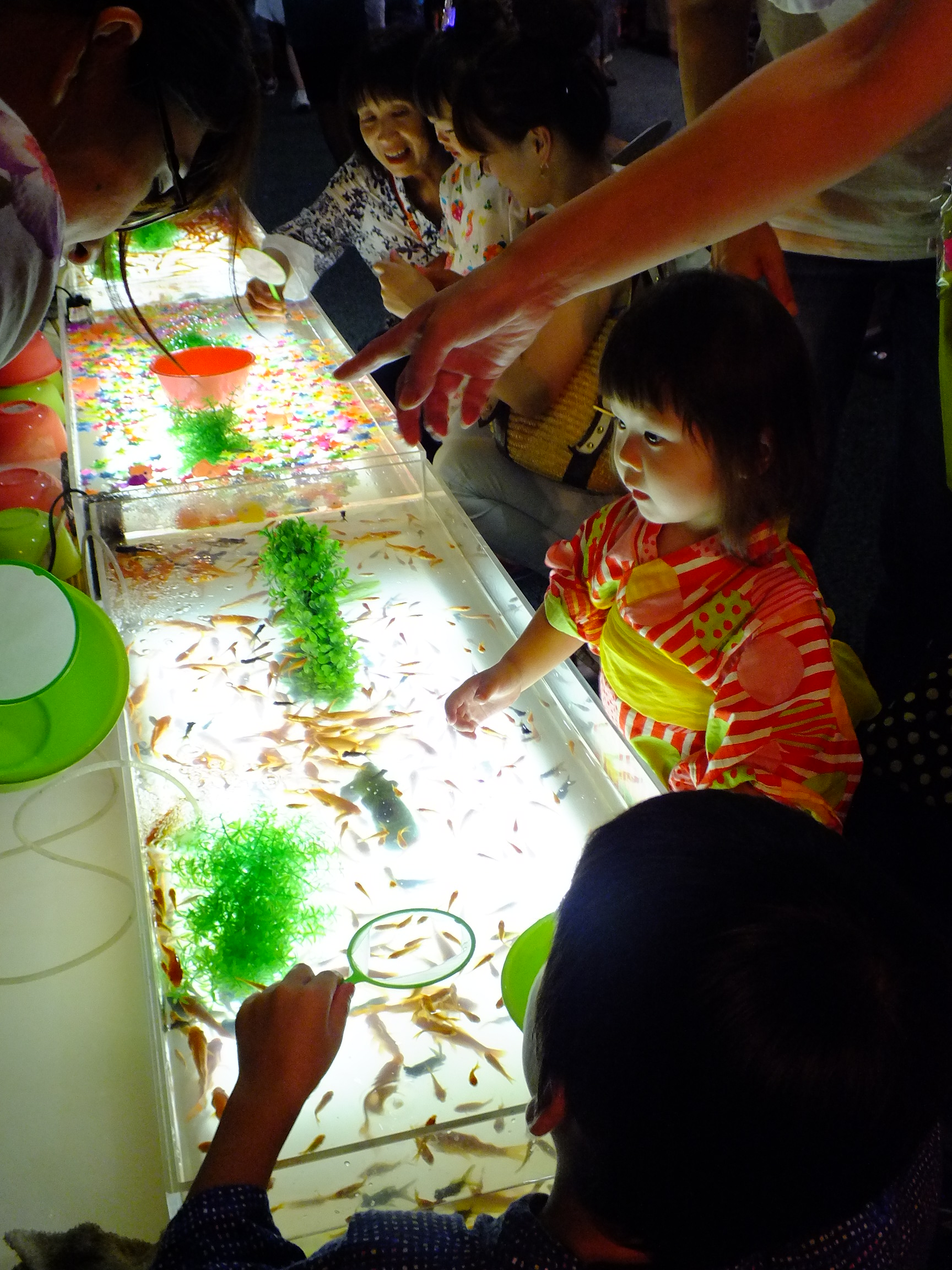
川裾祭りの夜店での金魚すくい

金魚すくい（きんぎょすくい、金魚掬い）とは、水槽に入れられた金魚をすくう遊び。縁日で的屋が出す屋台の代表的なもので、「スーパーボールすくい」や「アクリル宝石すくい」などとともに「すくい物」（縁日すくい）の一種である。
金魚の養殖が盛んな奈良県大和郡山市では、観光事業として1995年から毎年8月に「全国金魚すくい選手権大会」が開かれている。

## 概要

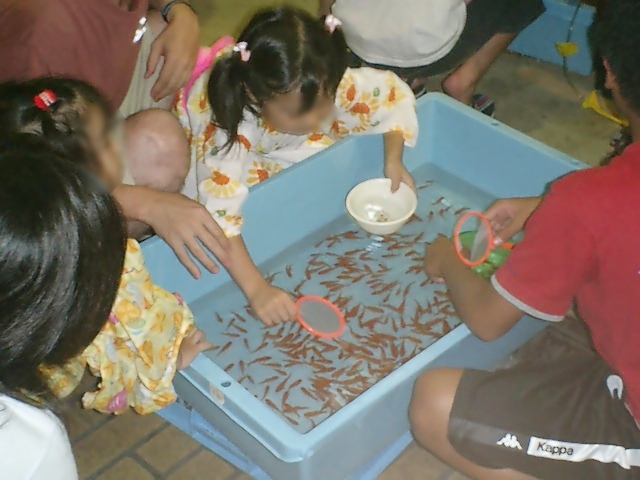
金魚すくいを楽しむ子供たち（2005年 徳庵神社夏祭りの歩行者天国で）

一般には小さなボール（椀）とポイと呼ばれる金魚を掬う道具を用いて行う。通常、ポイは円形のプラスチック枠に和紙が貼られたもので、これで水槽内の金魚をすくう。紙製であるために、これを水に浸すとふやけてもろくなり、すぐに破れてしまう。完全に破れて枠だけになれば金魚はすくえなくなるため、そうなるまでに何匹の金魚をすくってボールに入れられるか、というのがこの遊びの骨子である。「金魚すくい選手権」はこの部分をスポーツ的に昇華させたものである。
縁日の金魚すくいの場合には、通常、すくった金魚は持ち帰ることができる。ただし、メインターゲットである小さな子供にはかなり難しいゲームであるので、まったくすくえなくても数匹は持ち帰らせる店も多い。また、すくった金魚を持ちかえるか持ち帰らないかによって別料金にしている店もある。このほか、金魚10匹すくったらフナと交換可能といったローカルルールや、金魚のほかメダカやミドリガメ等も一緒に水槽に入れている店もあったという。
金魚を客に渡す際には、通常、ボウルでは持ち運びに不便なので「金魚袋」などの名称で市販されている金魚すくい用の巾着状の専用のプラスチック製の袋が渡される。

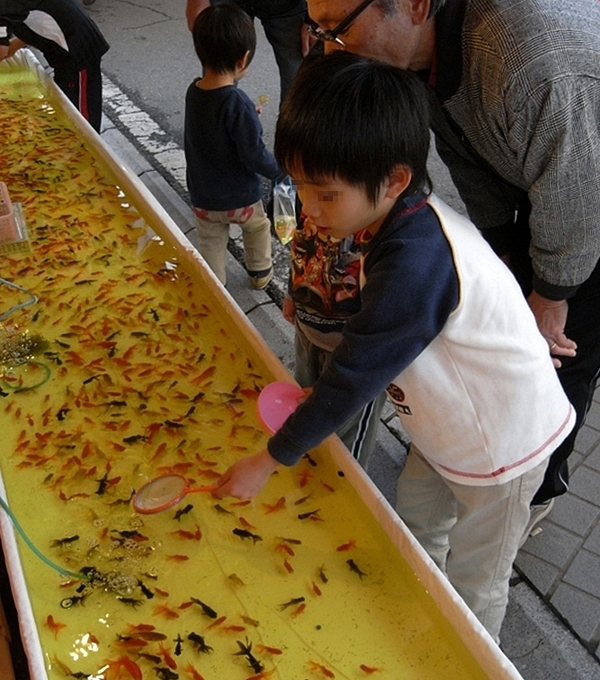
金魚すくいをする子供

金魚とメダカを一緒にするのは飼育の上では好ましくない。これは金魚がメダカを食べてしまうからである。しかし、始末に困って、近所の公園の池に放される例が多い。下水等に放流されてしまうこともある。ビオトープ施設や保護されている湿地などではこのような形で放流される金魚に手を焼いている例が多々ある。
なお、8月第3日曜日は「金魚すくいの日」に定められている。
2021年には、世界初となる金魚すくいをテーマにした映画『すくってごらん』が公開された。

## 使用される金魚
ペット用等として養殖された金魚は、市場に出すほど外観的に優れた物以外は撥ねられ殺処分となるが、一部が殺処分を免れ金魚すくい用として使われる。
※種類の詳細については、金魚の品種の一覧も参照。以下に挙げる種類は金魚すくい業界での呼称で、正式な品種とは異なっている。
- 小赤:一般的な金魚のうち小さめのワキン。もっとも小さく軽いが動きは速い。
- 黒出目金:出目金。
- 琉金:特に九州では小赤の代わりに小さい琉金を入れていることも多い。
- 姉金:大きな小赤。尾びれなどを含め力強い。
- 大物:目玉となる派手で高価な金魚。数は多くない。

## ポイ

### 紙ポイ

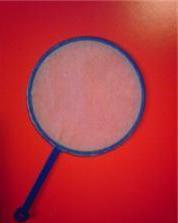
ポイ

金魚すくいの際に用いられる円形の枠に和紙を貼ったものを「ポイ」という。通常は「ポイ」と言えば紙ポイを指す。「すくい枠」などの名称で販売されていることもある。
柄の付いたプラスチック等の輪に紙の膜が貼られたものが主流。かつては針金製のものが主流であった。
奈良県北葛城郡広陵町にある堀田プラスチック工業は、年間500万本のポイを生産しており、全国シェアの6割を占めている。
ポイは紙の厚さによって4号〜7号と種類があり、全国金魚すくい選手権では5号が用いられる。号数が大きくなるほど紙が薄くなるが、ポイ製造会社によって厚さに対する認識が違う為、同じ強度でも某社では6号、某社では7号という具合に違う号数が割り振られる事もある。ポイの販売時には紙の強度が併記されている場合が多い（強・並・弱など）。店によっては一律に所定の号数のポイを客に渡すが、その一部では幼児などテクニカルさは期待されない客には難易度を下げるために小さい号数のポイを、大人や器用そうな客には大きな号数のポイを（客に気づかれないように）渡して調整する場合もあり、こと自治会主催で子供会などが運営する模擬店では、儲けを出さなくても一向に困らず、逆に金魚を一定数子供に配布する意図で小さい号数のポイを選択する場合もある。
ポイは予め紙が完全に貼りつけられている使い捨ての紙付枠と、紙の着脱が可能で破れた紙のみをスペア紙に交換することで再使用できる枠がある。
紙付枠には表裏があり、フラットで水が溜まらない面（枠の縁に紙が乗っている面）が表、反対側の面が裏で、金魚すくいには表面が適している。
「スーパーボールすくい」では、すくう対象に重量があることや水槽に流れがあることから、4-5号あたりの比較的丈夫なポイを使用する。

### 最中（モナカ）
紙ポイのかわりに針金のホルダーに取り付けて使用する金魚すくい用の最中（モナカ）が用いられることもある。

## すくい方
ポイで金魚をすくい上げる。
ポイは水に浸けるとふやけ、力がかかると破れる。これをいかに少なく抑えるかが一つのポイントである。水面下では平行に近い角度での移動が基本となる。ポイは部分的に濡らすとその境界で強度が不均一になりそこが破けやすくなることから最初に全面を水に浸しておいたほうがよいとされる。
すくう金魚を選ぶことも重要になる。水面近くでじっとしている金魚は狙い目である。また、尾から掬うと破れるため頭からすくい、尾は和紙部分に乗らないようにしたほうがよいとされる。
ポイがモナカの場合には、紙のように特定の金魚に狙いを定めてという方法は難しい。そこで、モナカは金魚のエサにもなることから、縁をほんの少しだけ水に浸けて群がってきたところを数匹まとめてすくい取るのがよい。言うまでもないが、紙と違い最中は一度でも水に浸かると使用不能になるので、まさに一発勝負である。
また、水槽の壁とポイの縁で金魚を挟み、壁に擦りつけながらすくう「壁すくい」と呼ばれる技法があるが、全国金魚すくい選手権大会では2009年より禁止されている。

## 記録
- 神奈川県藤沢市で1999年から毎年夏に開催されている「世界一大きい金魚すくいゲーム」では1999年に金魚3万匹，メダカ1万匹が泳ぐ全長50.4メートルの水槽でギネス記録を樹立し，2002年には，金魚6万匹，メダカ1万5千匹が泳ぐ全長100.8メートルの水槽で記録が更新された[11]。